# Schwarze Lütschine
Die Schwarze Lütschine ist ein etwa 20 Kilometer langer Fluss im Berner Oberland. Er vereinigt sich bei Zweilütschinen mit der Weissen Lütschine zur Lütschine.

## Geographie

### Verlauf
Die wichtigste Quelle der Schwarzen Lütschine bildet der Obere Grindelwaldgletscher und einige Bäche, welche oberhalb dieses Gletschers entspringen und in ihr Tal fliessen.
Auf einer Höhe von etwa 1600 m ü. M. bis 1700 m ü. M. endet aktuell der Gletscher und die Schwarze Lütschine läuft nun frei durchs Tal, wo ihr weiter einige kleinere Bäche zuströmen. Kurz nach Erreichen des Tals hoch zur Grossen Scheidegg fliesst ihr auf der rechten Seite der Briggbach auf etwa 1170 m ü. M. zu. Knapp einen Kilometer darauf eilt ihr auf 1070 m ü. M. der Bärgelbach zu. Etwas bachabwärts erreicht die Schwarze Lütschine Grindelwald, wo sie auf 1020 m ü. M. wiederum von rechts den Milibach aufnimmt.
Ein wenig ausserhalb des Siedlungsbereichs, aber nach wie vor in der Nähe von Grindelwald, vereinigt sie sich nun auf einer Höhe von 958 m ü. M. mit der ähnlich grossen Weissen Lütschine von links, behält jedoch ihren Namen bei. Dann erreicht sie wieder den Siedlungsbereich von Grindelwald, wovon links der kleine Sandbach einmündet. Etwas später wird sie auf der gleichen Seite vom Wärgistalbach gespeist.
Nachdem diesmal von rechts der Mälbaumgraben auf 925 m ü. M. dem Fluss zugeflossen ist, verlässt dieser nun endgültig den Siedlungsbereich von Grindelwald. Bei Schwendi münden weitere kleine Bäche und kurz nach dem Ort wird die Schwarze Lütschine auf einer Höhe von 910 m ü. M. von der rechten Seite durch den Schwendibach gestärkt. Oberhalb von Burglauenen fliesst von rechts der Fallbach zu. Innerhalb von Burglauenen laufen ihr weitere kleine Bäche zu, sowie der Blindlibach von rechts (835 m ü. M.).
Nach einem relativ steilen Teil erreicht der Bach nun den Ort Lütschental, wo von rechts der Ryschbach (740 m ü. M.) und der Stiglisbach (720 m ü. M.) zufliessen sowie von der anderen Talseite einige kleinere Bäche. Bei Lauenen münden von der rechten Seite der Glattbach und von der linken der Furibach sowie wenig darauf von rechts der Chienbach. Bis der Fluss Gündlischwand (660 m ü. M.) erreicht, nimmt er von beiden Talseiten weitere kleine Bäche auf.
Bei Zweilütschinen vereinigt sich die Schwarze Lütschine schliesslich mit der von links kommenden Weissen Lütschine aus dem Lauterbrunnental zur Lütschine.
Ihr etwa 20,6 km langer Lauf endet circa 1954 Höhenmeter unterhalb ihrer Quelle, sie hat somit ein mittleres Sohlgefälle von 95 ‰.

### Einzugsgebiet
Das etwa 180 km² grosse Einzugsgebiet der Schwarzen Lütschine liegt in den Berner Alpen und wird über die Lütschine, die Aare und den Rhein zur Nordsee entwässert.
Der höchste Punkt im Einzugsgebiets hat eine Höhe von 4092 m ü. M., die mittlere Höhe des Einzugsgebietes beträgt 2054 m ü. M. und die minimale Höhe liegt bei 646 m ü. M.
Im Einzugsgebiet befinden sich Eiger, Mönch, Lauteraarhorn, Schreckhorn und das Wetterhorn oberhalb der Grossen Scheidegg.
Das Einzugsgebiet besteht zu 20,4 % aus bestockter Fläche, zu 30,0 % aus Landwirtschaftsfläche, zu 1,8 % aus Siedlungsfläche, zu 21,8 % aus Gletscher/Firn, zu 0,5 % aus Gewässerfläche und zu 25,5 % aus unproduktiven Flächen.
Flächenverteilung

### Zuflüsse
(Anführung aller Zuflüsse der Schwarzen Lütschine vom Ursprung  bis zum Zusammenfluss mit der Weissen Lütschine, soweit sie im Geoportal des Kantons Bern namentlich genannt werden. Namen nach dem Geoportal des Kantons Bern, Daten nach dem Geoserver der Schweizer Bundesverwaltung. Die Längen in Kilometer (km), das Einzugsgebiet in Quadratkilometer (km²) und der mittleren Abfluss (MQ) in Liter pro Sekunde (l/s), Koordinaten , Mündungshöhe in Meter über Meer (m ü. M.))
- Wurmerbach (links), 1,1 km, , 1889,4 m ü. M.
- Beesibärgligraben (rechts), 1,4 km, , 1889,4 m ü. M.
- Wächslera (links), 1,2 km[3], 1,6 km², , 1412,8 m ü. M.
- Wyssbach (rechts), 2,9 km, 0,6 km², , 1395,6 m ü. M.
- Briggbach (rechts), 3,1 km, 4,95 km², 260 l/s, , 1165,7 m ü. M.
- Schmallouwinengraben (links), 0,4 km, , 1102,9 m ü. M.
- Breitlouwinengraben (links), 0,6 km[3], , 1091,6 m ü. M.
- Bärgelbach (rechts), 6,4 km, 10,55 km², 560 l/s, , 1085,7 m ü. M.
- Schwarzgraben (links), 0,6 km[3], , 1075,7 m ü. M.
- Horbach (rechts), 6,7 km, 3,08 km², , 1063,6 m ü. M.
- Alpenrosengräbli (rechts), 0,9 km[3], , 1054,4 m ü. M.
- Wernhartsgräbli (rechts), 2,6 km, 1,6 km², , 1035 m ü. M.
- Milibach (rechts), 8,7 km, 8,82 km², 460 l/s, , 1013,3 m ü. M.
- Matysengräbli (links), 0,6 km, , 995,6 m ü. M.
- (Bach von der) Burgbielquelle (links), 1,6 km, , 961,6 m ü. M.

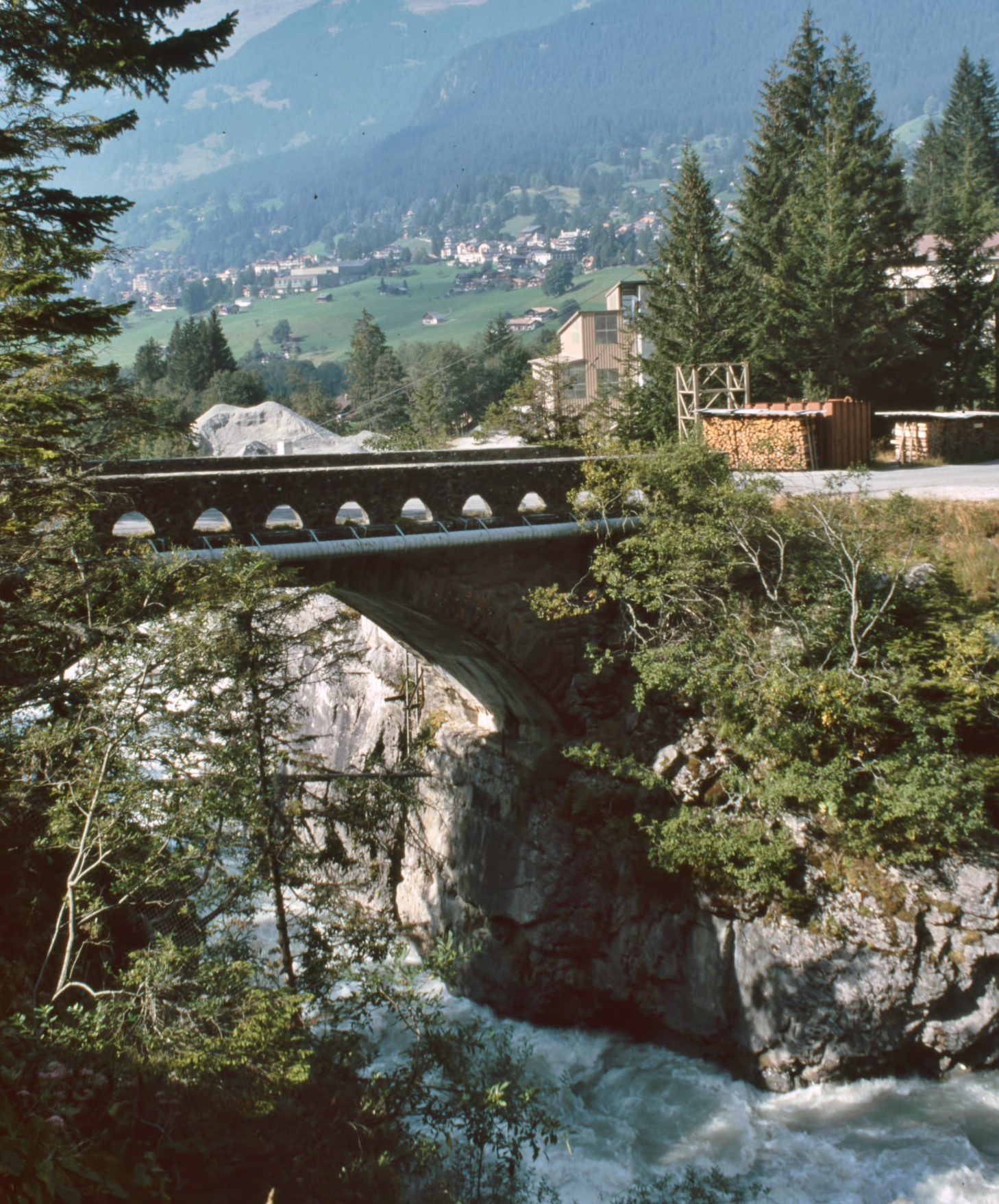
Die Weisse Lütschine
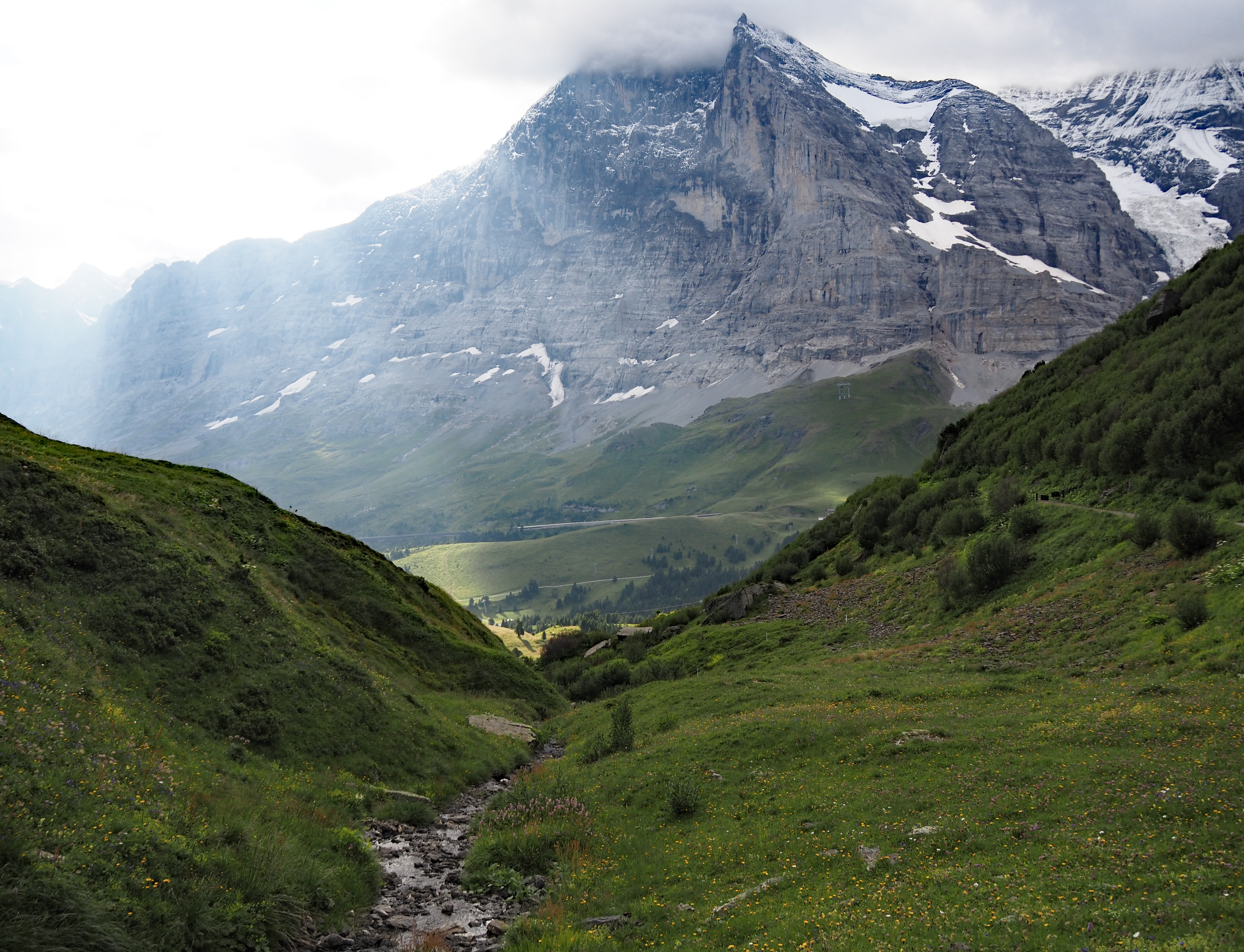
Der Wärgistalbach

- Weisse Lütschine (links), 8,3 km, 52,1 km², 3340 l/s, , 957,6 m ü. M.
- Rinderalpbach (Ällouwinenbach) (links), 3,4 km, 5,44 km², 270 l/s, , 949,9 m ü. M.
- Sandbach (links), 3,8 km, 2,81 km², , 947,6 m ü. M.
- Wärgistalbach (links), 7,5 km, 13,35 km², 690 l/s, , 935,1 m ü. M.
- Tuftbach (rechts), 1,4 km[3], , 933,1 m ü. M.
- Schüölbächli (links), 1,3 km, , 931,9 m ü. M.
- Schlüöchtgräbli (rechts), 2,7 km, , 929,6 m ü. M.
- Hattengraben (links), 0,2 km, , 926,1 m ü. M.
- Eigengräbli (rechts), 0,5 kmm[3], , 925,4 m ü. M.
- Gummenbach (links), 5,6 km, 4,97 km², 200 l/s, , 925,1 m ü. M.
- Teiffenschlüöchtgräbli (rechts), 0,5 km, , 923,6 m ü. M.
- Flüögraben (links), 3,5 km, 2,66 km², , 919,5 m ü. M.
- Wagisbach (rechts), 1,5 km, , 917,6 m ü. M.
- Schwendibach (rechts), 3,7 km, 9,35 km², 560 l/s, , 910,2 m ü. M.
- Martibächli (rechts), 0,2 km, , 908 m ü. M.
- Fallbach (links), 4,5 km, 3,45 km², 170 l/s, , 898,3 m ü. M.
- Wasseregggraben (rechts), 0,6 km[3], , 894,2 m ü. M.
- Stadelgräbli (links), 0,8 km, , 892,5 m ü. M.
- Bärbach (links), 1,4 km, , 866,9 m ü. M.
- Wartenberggraben (Blindlibach) (rechts), 3,2 km, 1,86 km², , 826,4 m ü. M.
- Rittgraben (links), 1,5 km[3], , 821,1 m ü. M.
- Scheidgraben (links), 1,6 km[3], , 808,7 m ü. M.
- Staldenbach (rechts), 1,0 km, 1,59 km², , 766,1 m ü. M.
- Sprengigräbli (rechts), 0,6 km, , 776,1 m ü. M.
- Horlouwigraben (links), 1,2 km, , 751,9 m ü. M.
- Ryschbach (rechts), 0,8 km, 0,61 km², , 741,3 m ü. M.
- Stächelgraben (links), 1,7 km, , 718,5 m ü. M.
- Stiglisbach (rechts), 1,1 km, , 711,9 m ü. M.
- Schwelligraben (links), 1,5 km, , 714,7 m ü. M.
- Blattengraben (links), 1,0 km, , 705,9 m ü. M.
- Riitigraben (links), 0,8 km, , 702,8 m ü. M.
- Schnydersmattengraben (links), 0,3 km[3], , 699,9 m ü. M.
- Spisgraben (rechts), 0,9 km, 1,35 km², , 696,8 m ü. M.
- Inner Blindlouwigraben (links), 1,9 km, , 696,5 m ü. M.
- Üssere Blindlouwigraben (links), 1,4 km, , 695,7 m ü. M.
- Glattbach (Louwibach) (rechts), 2,8 km, 1,54 km², , 692,2 m ü. M.
- Fallbach (rechts), 1,2 km, , 690,2 m ü. M.
- Furibach (links), 1,0 km, , 688,5 m ü. M.
- Fulhtaltengräbli (links), 0,6 km[3], , 688,3 m ü. M.
- Choleygraben (links), 0,9 km[3], , 683,2 m ü. M.
- Chienbach (rechts), 4,3 km, 5,45 km², 260 l/s, , 677,9 m ü. M.
- Buechiwanggraben (links), 0,5 km, , 675,7 m ü. M.
- Lindimaadgraben (rechts), 1,4 km, 0,72 km², , 668,3 m ü. M.
- Buechigräbli (links), 0,8 km, , 661,8 m ü. M.
- Louwibach (links), 0,7 km, , 660,2 m ü. M.
- Ussers Schneitgräbli (links), 0,3 km[3], , 658,7 m ü. M.
- Allmigräbli (links), 0,6 km[3], , 655,1 m ü. M.
- Lüüwigraben (rechts), 1,2 km[3], , 652,6 m ü. M.

## Hydrologie
Beim Zusammenfluss der Schwarzen Lütschine mit der Weissen Lütschine beträgt ihre modellierte mittlere Abflussmenge (MQ) 9,67 m³/s. Ihr Abflussregimetyp ist a-glacio-nival und ihre Abflussvariabilität beträgt 13.

## Naturschutzgebiet
Beim Zufluss der Weissen Lütschine durchfliesst die Schwarze Lütschine das 18 Hektaren grosse national bedeutende Auengebiet «In Erlen».

## Brücken

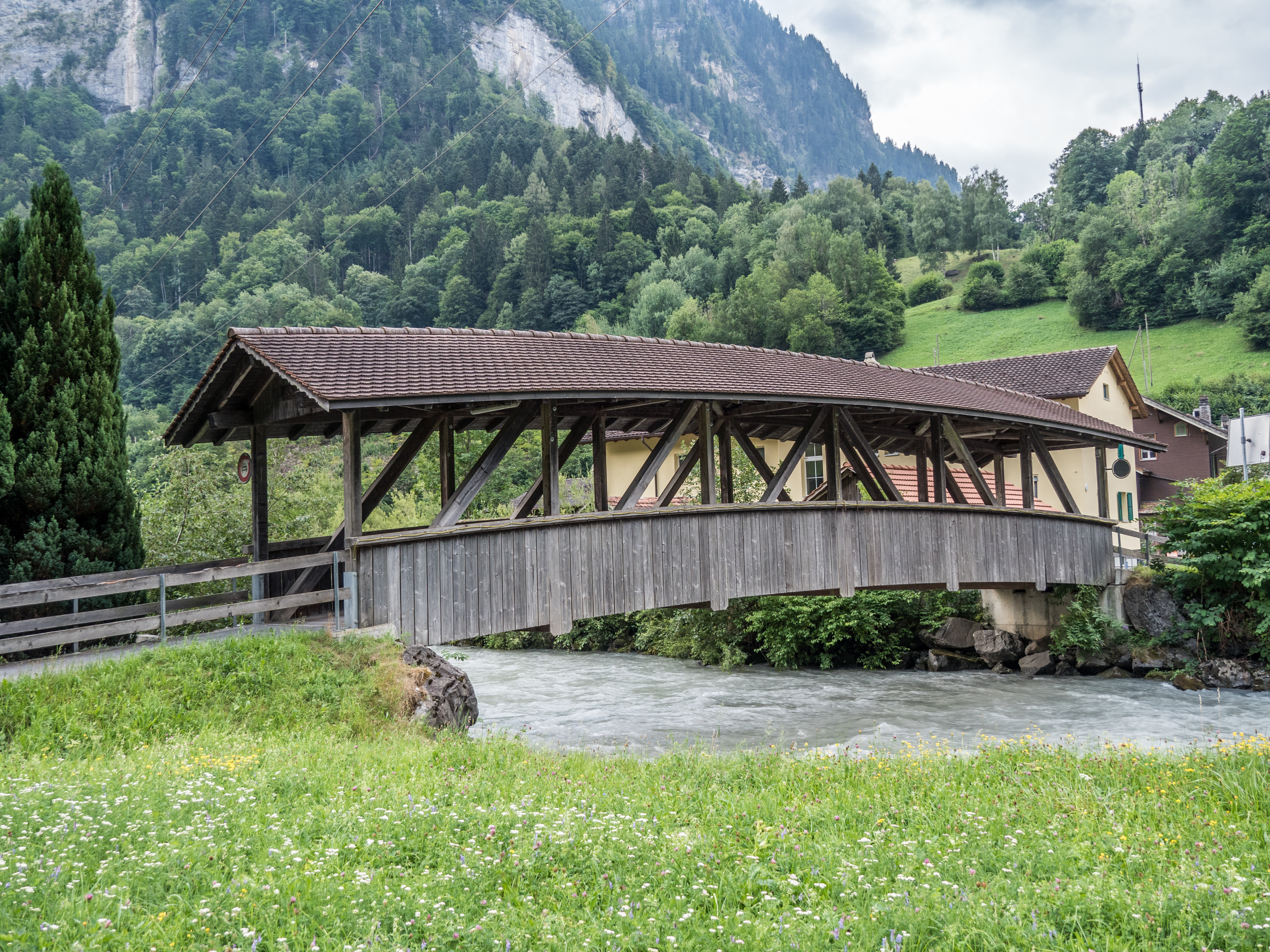
Gedeckte Holzbrücke von 1995 in Zweilütschinen

27 Brücken und Stege überqueren den Fluss: 16 Strassen-, fünf Fussgänger-, drei Eisenbahn-, zwei Feldweg- und eine Rohrbrücke.
Die Hauptstrasse 221 überquert den Fluss siebenmal.
Drei Seilbahnen (Pfingsteggbahn, Eiger Express und Männlichenbahn) überqueren den Fluss bei Grindelwald.